# ПромФест
ПромФест (эст. PromFest, аббревиатура от эст. Pärnu Rahvusvaheline Ooperimuusika Festival) — Международный фестиваль оперной музыки в Пярну. 
Фестиваль вырос вокруг конкурса молодых оперных певцов имени Клаудии Таэв. Конкурс, который впервые прошёл в Пярну в 1996 году благодаря певцу и писателю Тоомасу Кутеру, до сих пор остается центральным событием фестиваля.
Фестиваль проводится каждый нечетный год, начиная с 2005 года, и его художественным руководителем является эстонский дирижёр Эрки Пехк.
Программа фестиваля рассчитана на молодых исполнителей и зрителей, и состоит из четырёх частей: конкурс для молодых оперных певцов, оперная постановка, мастер-классы и концерты.
- «Кармен», 2007
- «Аида», 2015